# Apioplagiostoma populi
Apioplagiostoma populi är en svampart som först beskrevs av E.K. Cash & Waterman, och fick sitt nu gällande namn av M.E. Barr 1978. Apioplagiostoma populi ingår i släktet Apioplagiostoma och familjen Gnomoniaceae.   Inga underarter finns listade i Catalogue of Life.